# 火山噴氣孔

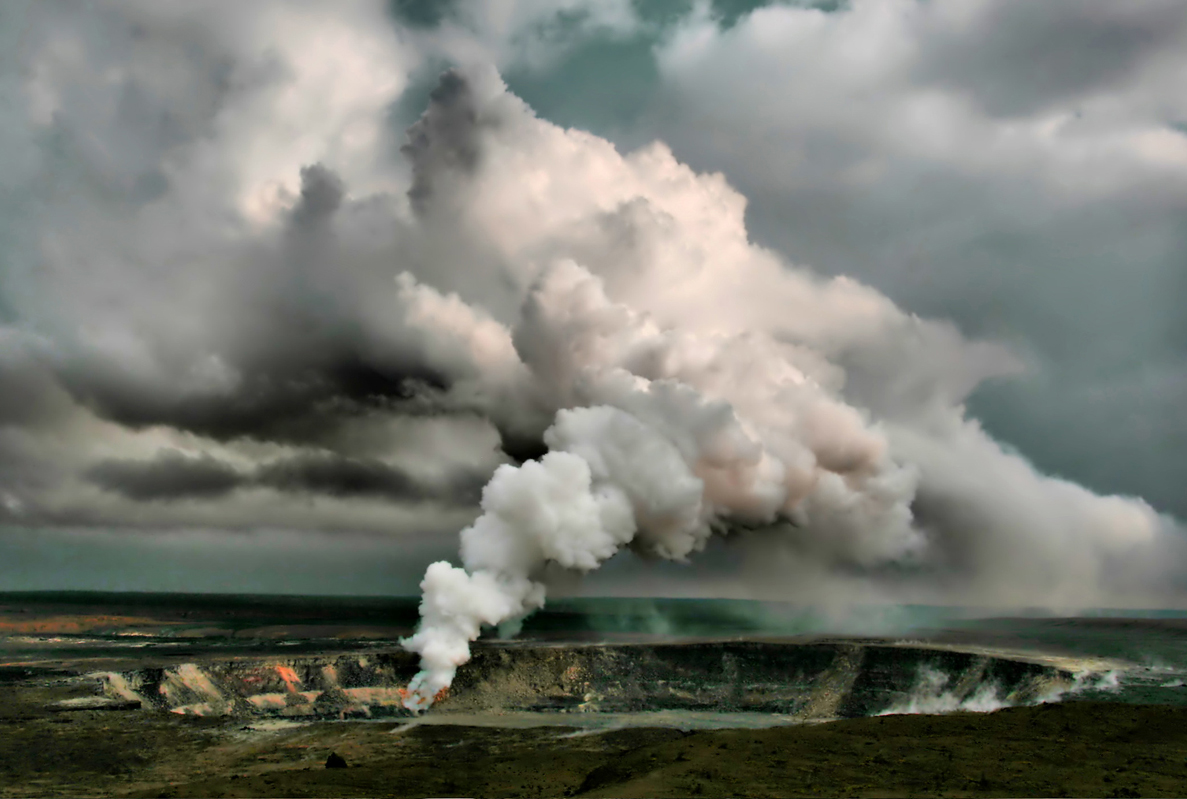
夏威夷火山國家公園中的火山噴氣孔

火山噴氣孔（英語：fumarole）是一種地殼裂縫，通常出現於火山附近。火山噴氣孔會噴發蒸氣及各種氣體，如二氧化硫、鹽酸和硫化氫，其中噴發硫化物質的，則被稱為硫氣孔。火山噴氣孔會由許多大小不同的裂縫以雜亂無章的方式組成，出現在火山锥和火山口附近，熔岩流的表層或是深度堆積的火山碎屑流中。
美國阿拉斯加州的萬煙谷就是一個十分著名的火山噴氣孔，它於1912年形成。形成之初約有數千個噴氣孔在活動，但隨著時間的經過，其中大多數已停止噴發。只要熱源持續存在，火山噴氣孔的活動時間可常達數百年以上，但也可能因為熱源消失而於短短數週內停止活動。著名的黃石國家公園目前約還有4000個火山噴氣孔活動中。
多米尼克的Morne Trois Pitons國家公園中，也有名為荒蕪山谷的火山噴氣孔。

## 圖片

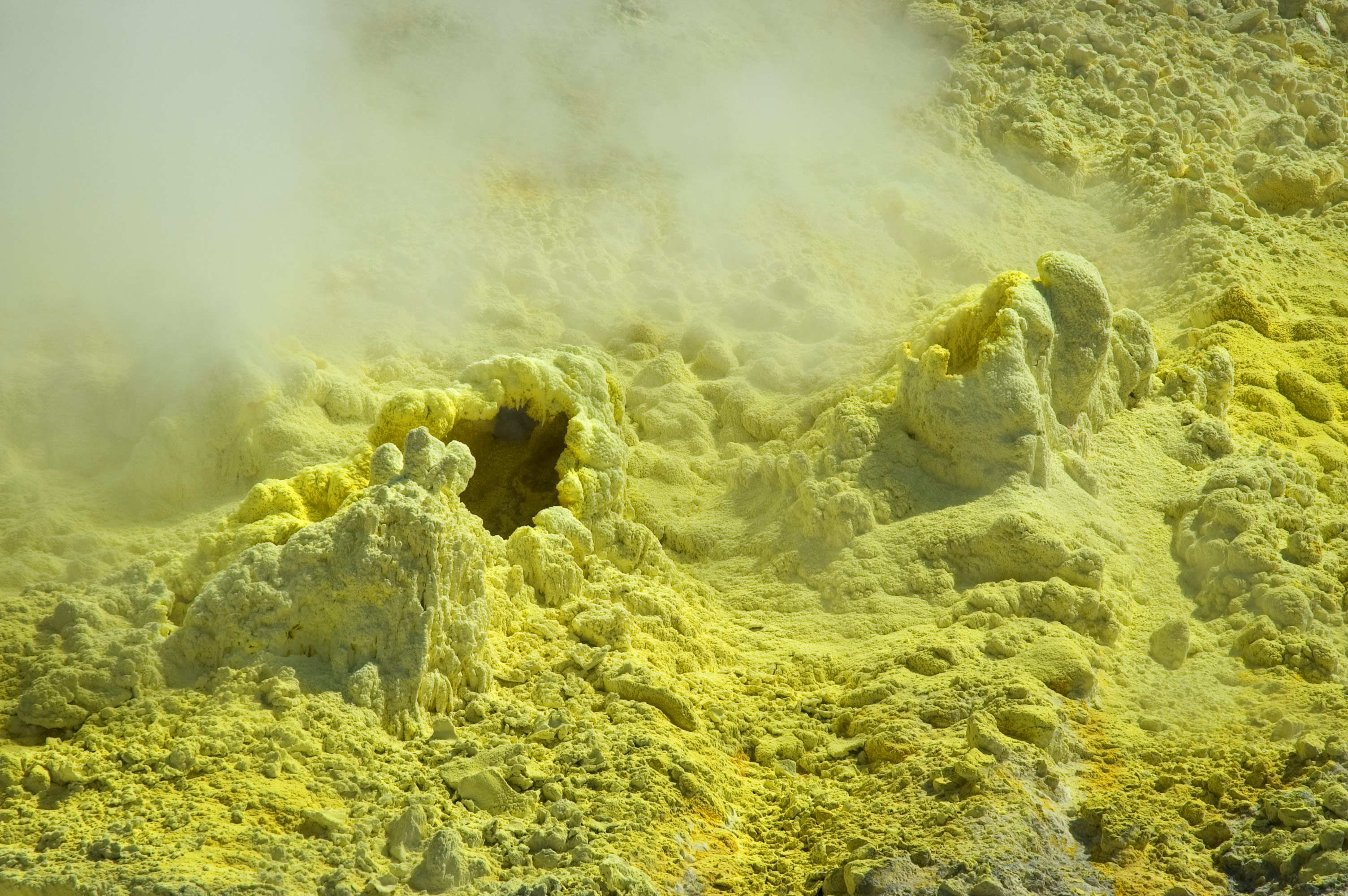
紐西蘭白島的硫氣孔
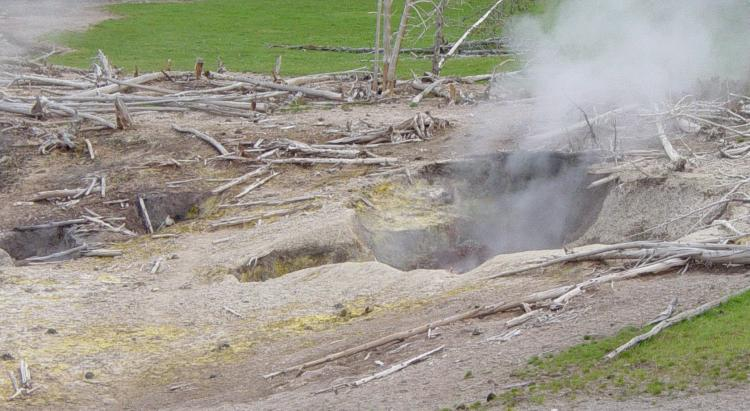
火山噴氣孔附近沉積的硫磺
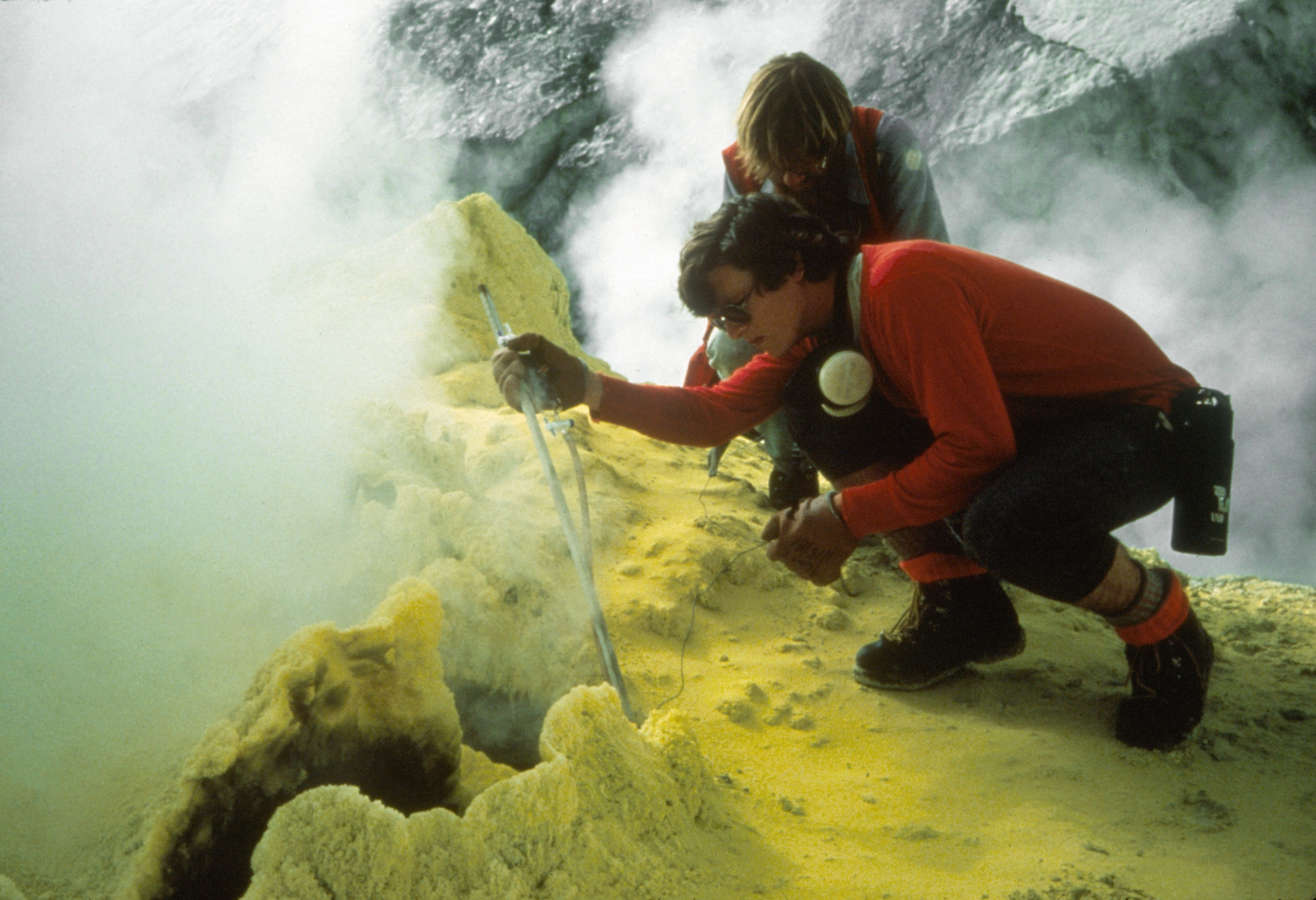
科學家於華盛頓州的貝克山火山噴氣孔取樣氣體
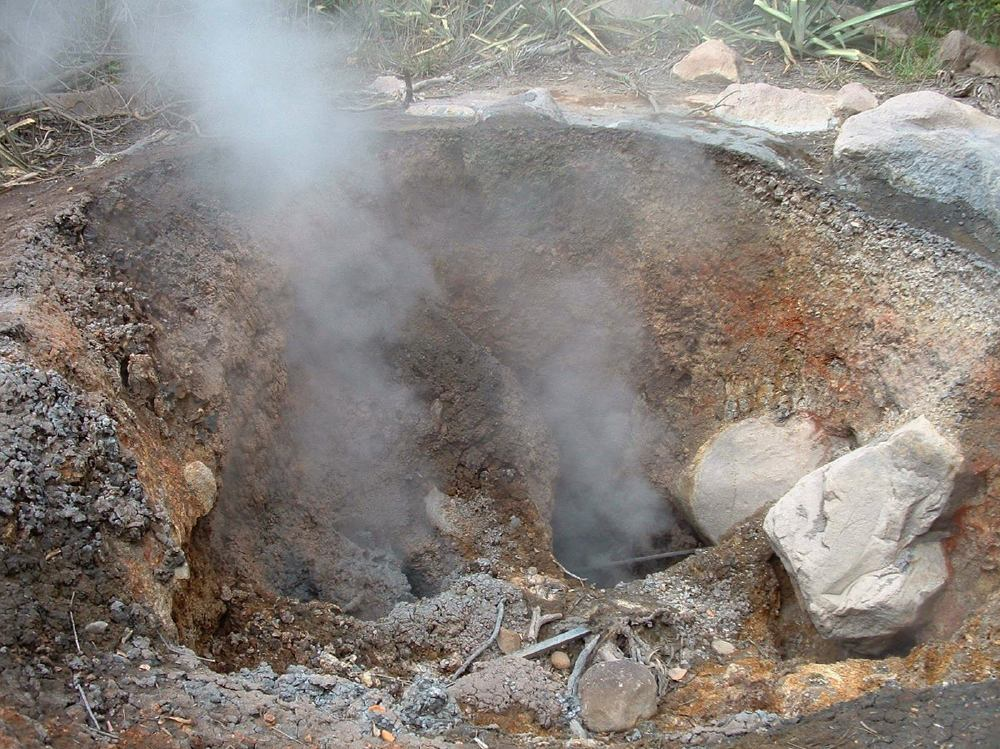
位于哥斯达黎加的林孔德拉別哈火山國家公園的喷气孔
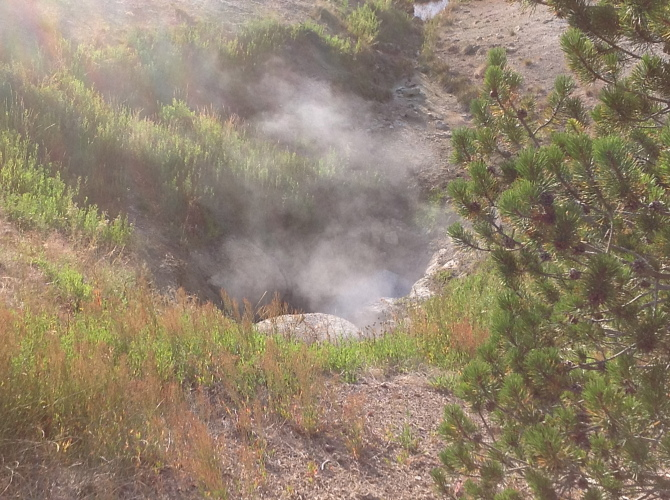
位于怀俄明州黄石国家公园的喷气孔
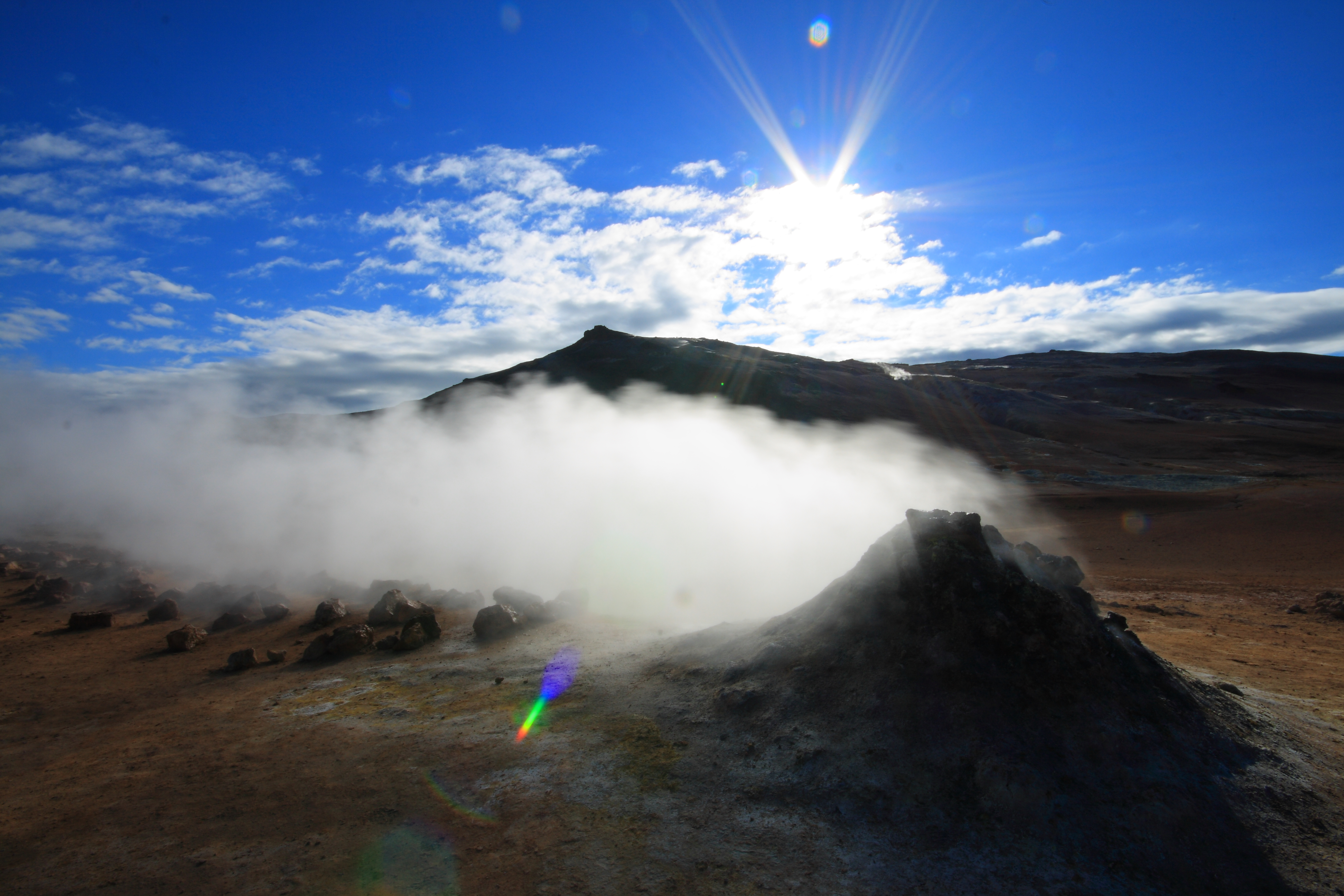
冰島米湖的的喷气孔